# Rhodospatha venosa
Rhodospatha venosa är en kallaväxtart som beskrevs av Henry Allan Gleason. Rhodospatha venosa ingår i släktet Rhodospatha och familjen kallaväxter. Inga underarter finns listade.